# Cierva C.17
Die Cierva C.17 (Avro 612 und 620) war ein Tragschrauber der Ende der 1920er Jahre in zwei Exemplaren in Großbritannien bei Avro nach einer Lizenz der Cierva Autogiro Company gebaut wurde.

## Geschichte
Die ermutigenden Ergebnisse bei der Erprobung der Cierva C.8L Mk.II veranlassten Avro zur Entwicklung einer kleineren Variante für den Einsatz bei Privatleuten und Luftsportvereinen. Grundlage der C.17 war die mit einem 90 PS leistenden ADC Cirrus III ausgerüstete Avian IIIA. Wie die C.8L verwendete auch die C.17  einen Rotor mit Blättern vom „Paddeltyp“, ausgestattet mit Schlag- und Schwenkgelenken. Der Rotorkopf saß auf einem aus verkleideten Stahlrohren gebildeten Dreibein und wurde entweder per Hand oder mit Hilfe eines Seils vor dem Start in Drehung versetzt. Die Tragfläche war gegen den Rumpf abgestrebt und trug über die gesamte Spannweite reichende nicht ausgeglichene Querruder. Das Fahrwerk bestand aus zwei halben Fahrwerkseinheiten der Avian IIIA. Das Standard-Avian-Leitwerk wurde zur Einhaltung eines ausreichenden Abstands zum Rotor deutlich gekürzt.
Juan de la Cierva saß beim Erstflug der C.17 (Avro 612, Kennzeichen G-AABP) am 23. Oktober 1928 selbst am Steuer. Die Maschine zeigte sich als derart untermotorisiert, dass sie in Hamble verschrottet werden musste. Mit der Cierva C.17 Mk. II (Avro 620) wurde Anfang 1929 mit einem etwas leistungsfähigeren Sternmotor Avro Alpha, der 100 PS leistete, ein zweites Exemplar gebaut. Auch diese Ausführung blieb erfolglos.
Eine dritte Maschine, ähnlich der C.17 Mk. II, aber mit rechteckigen Rotorblättern, wurde zur Rotorsystem-Erprobung als Cierva C.12 eingesetzt. Den Erstflug der C.12 führte Cierva selbst im Laufe des Jahres 1929 durch. Nach dem Umbau in eine mit Avian-Metall-Schwimmern ausgerüstete einsitzige Form übernahm er auch hier für den Erstflug am 25. April 1930 in Southampton das Steuer. Auch als Hydrogiro bezeichnet, war diese Variante das erste Tragschrauber-Wasserflugzeug. Es gibt deutliche Hinweise darauf, dass die C.12 ein Bau-Zwischenzustand der C.17 Mk. II war, bevor sie endgültig in die Avro 594 Avian II (Kennzeichen G-ADEO) zurückgebaut wurde.

## Technische Daten

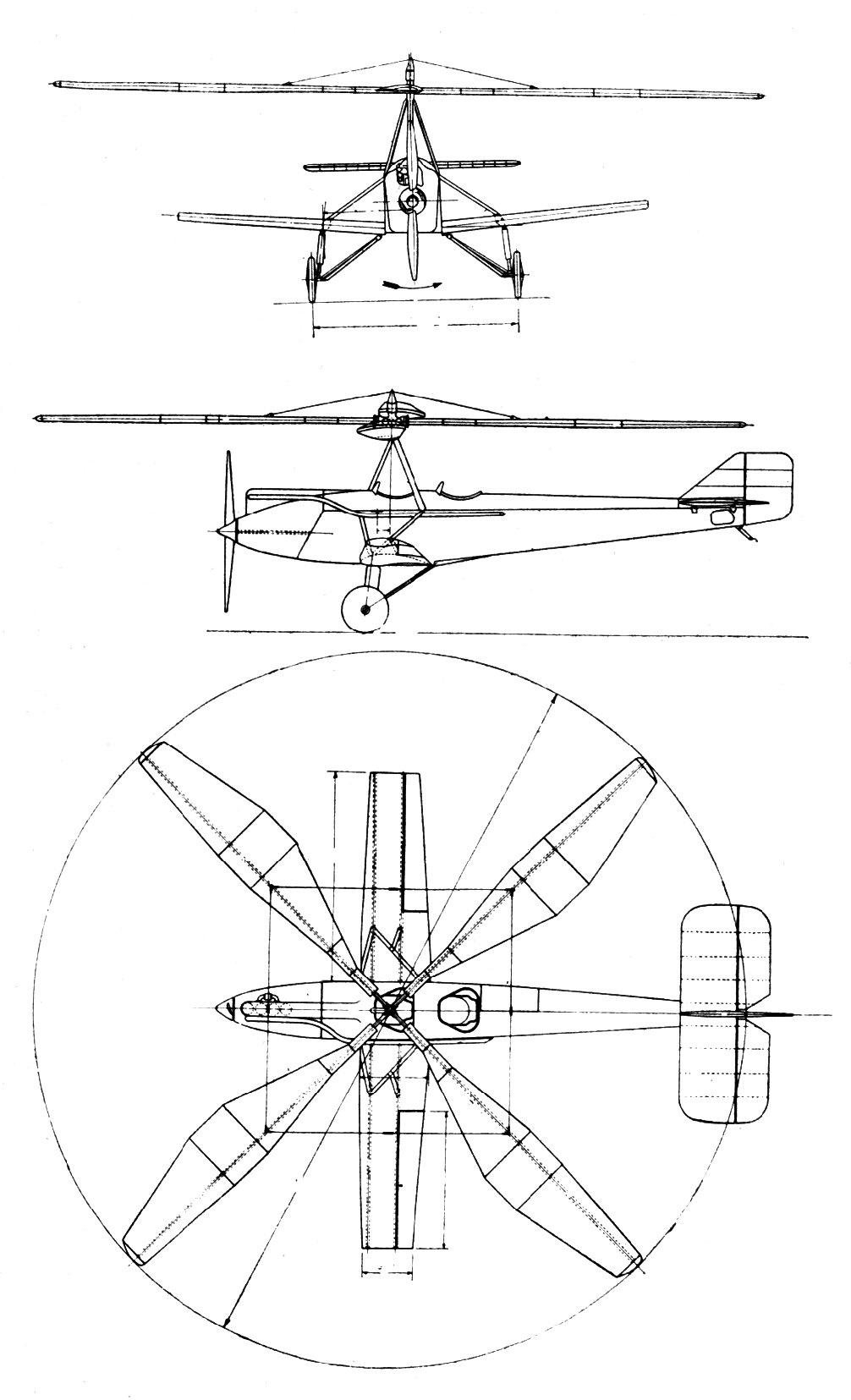
Dreiseitenansicht

| Kenngröße             | C.17 Mk. II                                                                   |
| --------------------- | ----------------------------------------------------------------------------- |
| Besatzung             | 2                                                                             |
| Länge                 | 8,77 m                                                                        |
| Rotordurchmesser      | 10,14 m                                                                       |
| Rotordrehzahl         | 130 min−1                                                                     |
| Höhe                  | 3,38 m                                                                        |
| Leermasse             | 459 kg                                                                        |
| max. Startmasse       | 656 kg                                                                        |
| Höchstgeschwindigkeit | 144 km/h                                                                      |
| Reisegeschwindigkeit  | 112 km/h                                                                      |
| Reichweite            | ca. 340 km                                                                    |
| Triebwerk             | ein luftgekühlter Sternmotor Avro Alpha mit einer Leistung von 100 PS (74 kW) |